# Leyde (impôt)
La leyde était sous l'Ancien Régime en France (surtout au Moyen Âge) un droit féodal, sous la forme d'impôt, levé sur les marchandises, denrées et bestiaux vendus en foire et marché. Sa création et son taux étaient à l'initiative de chaque ville. La leyde n'était due que par les forains et les étrangers.
Cette contribution était surtout répandue dans le centre et le midi de la France. Au nord, l'équivalent était le droit de tonlieu.